# Bursera discolor
Bursera discolor är en tvåhjärtbladig växtart som beskrevs av Rzedowski. Bursera discolor ingår i släktet Bursera och familjen Burseraceae. Inga underarter finns listade i Catalogue of Life.